# 9/11 Truth Movement

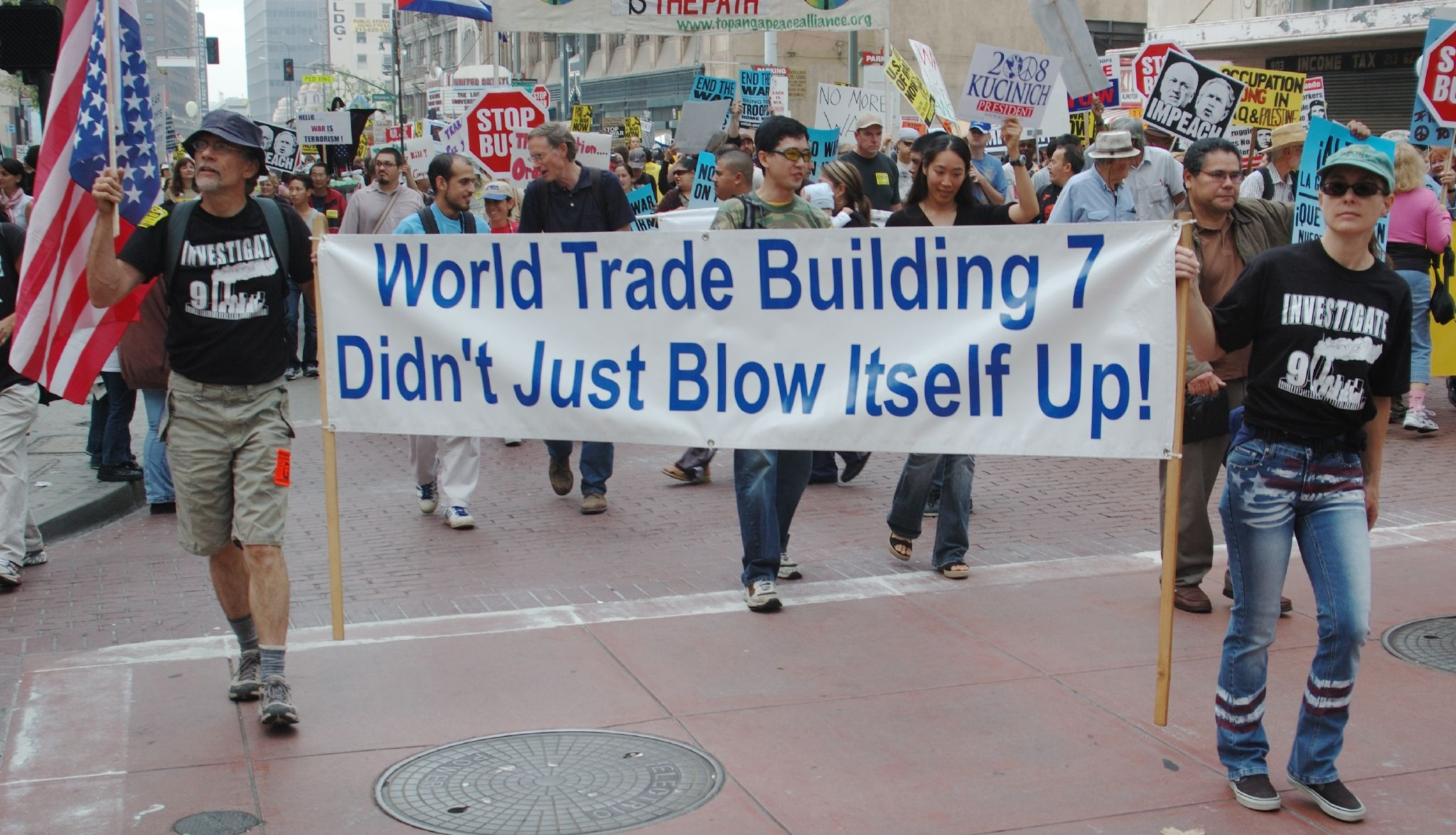
Membros do 9/11 Truth Movement em uma passeata em Los Angeles, outubro de 2007

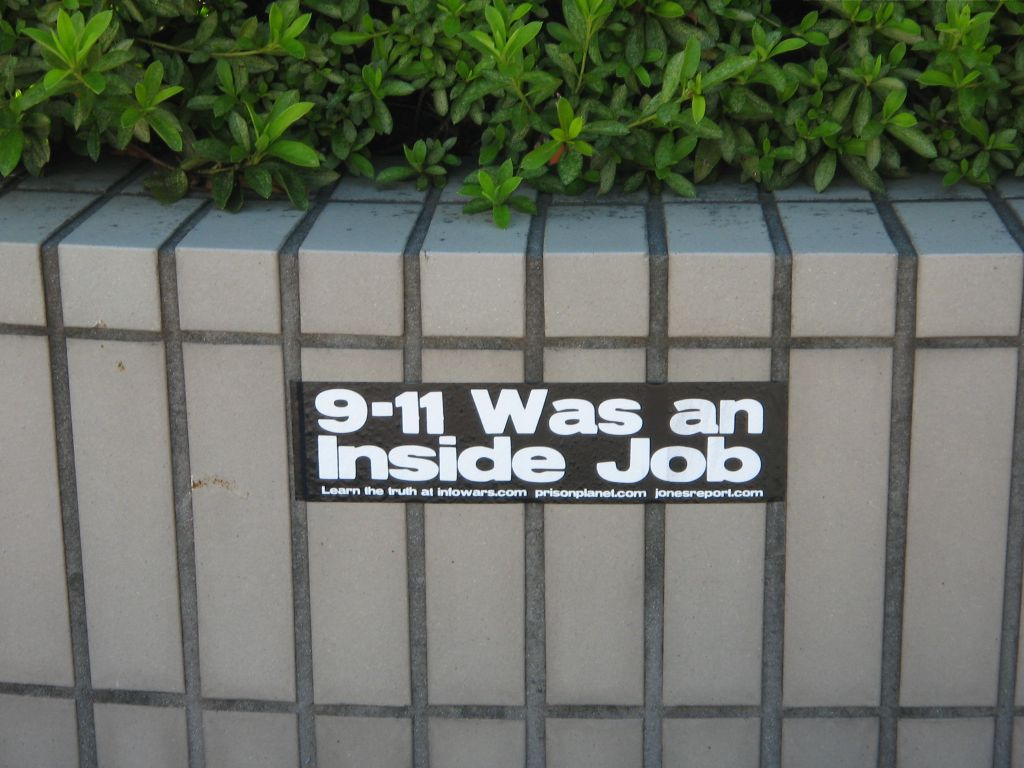
Adesivo do movimento:
"11/9 foi um trabalho interno".

9/11 Truth Movement ("Movimento pela Verdade sobre 11 de setembro") é um movimento constituído por organizações e indivíduos que questionam o relato oficial acerca dos ataques de 11 de setembro de 2001 contra os Estados Unidos da América. Os membros do movimento comunicam-se principalmente através da Internet e regularmente reúnem-se em encontros locais, conferências nacionais e internacionais e realizam manifestações públicas.
Os membros do movimento colocam em dúvida as conclusões oficiais acerca da causa do colapso das torres e sugerem outras hipóteses de explicação, a partir das  informações acessíveis ao público.

## Scholars for 9/11 Truth and Justice
O físico Steven E. Jones publicou uma contestação da versão oficial. Com James H. Fetzer, Jones criou o movimento Scholars for 9/11 Truth ("Acadêmicos pela verdade sobre 9/11") em  dezembro de 2005. Inicialmente, numerosas hipóteses foram apresentadas ao grupo. Todavia, alguns membros  importantes consideraram que as ideias de Fetzer - tais como o uso de armas de alta energia ou de mini-bombas nucleares para destruir o World Trade Center - careciam de provas suficientes. Por essa razão, em dezembro de 2006, Steven Jones comunicou aos membros do grupo que ele e alguns outros membros não mais desejavam ter seus nomes associados a Fetzer e que ele, Jones, pretendia criar um outro grupo, que se chamou Scholars for 9/11 Truth and Justice ("Acadêmicos pela verdade e a justiça sobre o 11 de setembro"), com o objetivo de utilizar métodos de análise científica. Assim, apenas dez membros decidiram permanecer no grupo original, e 180 membros se juntaram ao Scholars for 9/11 Truth and Justice.

## Apoiadores
Entre os apoiadores do movimento, há personalidades de diferentes áreas, como ator Alex Jones, o político social-democrata alemão Andreas von Bülow, o jornalista Daniel Ellsberg, o teólogo David Ray Griffin, o ator Edward Asner, o jornalista e político italiano Giulietto Chiesa, o escritor Gore Vidal, Kevin R. Ryan, a bióloga Lynn Margulis, o jornalista Michael Ruppert, o ex-senador Mike Gravel, o cientista político Nafeez Mosaddeq Ahmed, o professor e ex-diplomata Peter Dale Scott, o arquiteto Richard Gage, o físico Steven E. Jones, a ex-tradutora do FBI Sibel Edmonds, a ex-funcionária do MI5 Annie Machon, o historiador e economista Webster Tarpley e o cineasta Mathieu Kassovitz